# Chris Hamilton
Chris Hamilton (ur. 18 maja 1995 w Bendigo) – australijski kolarz szosowy i górski.

## Osiągnięcia

### Kolarstwo szosowe
Opracowano na podstawie:
2016
- 1. miejsce w mistrzostwach Australii U23 (start wspólny)
- 1. miejsce w klasyfikacji młodzieżowej Herald Sun Tour

2019
- 1. miejsce w klasyfikacji młodzieżowej Tour Down Under

### Kolarstwo górskie
Opracowano na podstawie:
2015
- 3. miejsce w mistrzostwach Oceanii U23 (cross-country)

## Rankingi

### Kolarstwo szosowe
| Rok              | 2016 | 2017  | 2018 | 2019 | 2020 | 2021 | 2022 | 2023 | 2024 |
| ---------------- | ---- | ----- | ---- | ---- | ---- | ---- | ---- | ---- | ---- |
| UCI World Tour   | -    | 350.  | 273. |      |      |      |      |      |      |
| World Ranking    | 628. | 1608. | 645. | 225. | 508. | 476. | 599. | 353. | 437. |
| UCI Europe Tour  | -    | 1565. | 721. |      |      |      |      |      |      |
| UCI Asia Tour    | 188. | -     | -    |      |      |      |      |      |      |
| UCI Oceania Tour | 44.  | -     | 42.  | 13.  | 33.  | 26.  | 36.  | 25.  | -    |
|                  |      |       |      |      |      |      |      |      |      |
| Źródło: UCI      |      |       |      |      |      |      |      |      |      |